# Газалкентский гидроузел

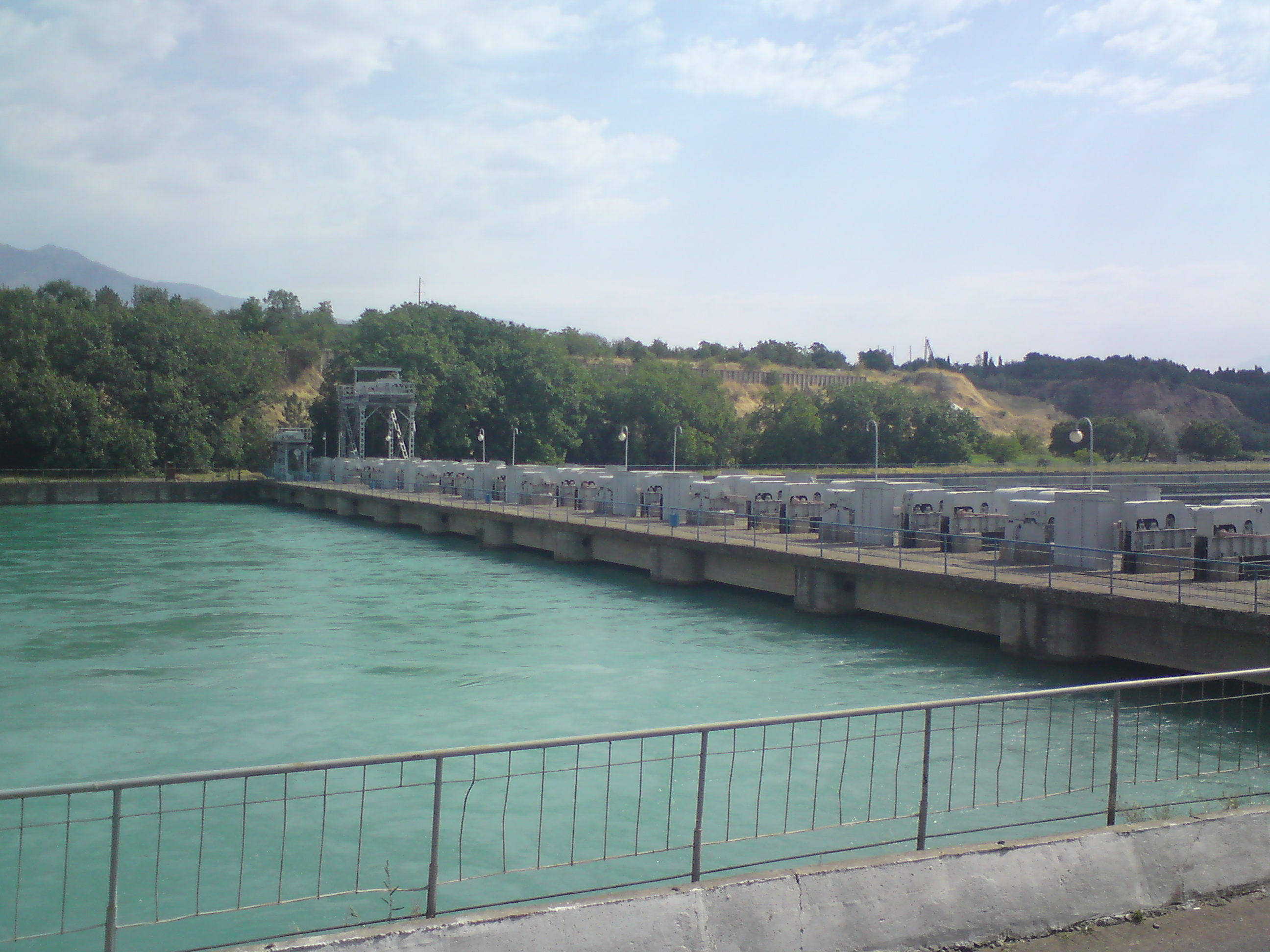
Деривационный канал Чирчикских ГЭС
за гидротехническими сооружениями узла

Газалке́нтский гидроу́зел (узб. G‘azalkent gidrouzeli, Ғазалкент гидроузели) — гидротехническое сооружение межгосударственного значения, плотинный водозаборный гидроузел на реке Чирчик у въезда в город Газалкент Ташкентской области.
Плотина гидроузла имеет длину 544 метра и состоит из двух частей, расположенных под углом 110° друг к другу.
От Газалкентского гидроузла вправо отходят Деривационный канал Чирчикских ГЭС (Верхний деривационный канал), расход воды в котором составляет 260 м³/с (по этому пути вода далее поступает в канал Бозсу) и Большой Келесский магистральный канал (расход — около 35 м³/с). С левой стороны от Чирчика берёт начало Паркентский канал с расходом воды до 51—57 м³/с.
Напор воды при поступлении в Верхний деривационный канал составляет 7 м. Вода проходит 6 камер-отстойников размером 125,8×130 м, в которых задерживается аллювий.